# Heart Attack (Demi Lovato)
Heart Attack è un brano musicale interpretato dalla cantante statunitense Demi Lovato, pubblicato il 24 febbraio 2013 dalla casa discografica Hollywood Records come singolo apripista dal suo quarto album in studio, Demi. Il brano è stato scritto dalla stessa cantante insieme a Nikki Williams, Sean Douglas, Jason Evigan e Mitch Allan mentre la produzione è stata affidata esclusivamente a questi ultimi due. Il singolo ha debuttato al dodicesimo posto nella Billboard Hot 100 ed è risultato essere la più alta nuova entrata della settimana. Il brano ha venduto oltre 215 000 copie nella sua prima settimana dalla pubblicazione ufficiale negli Stati Uniti. Inoltre, Heart Attack ha raggiunto i primi dieci posti in Canada, Irlanda, Nuova Zelanda, Regno Unito e Stati Uniti.
Il singolo è stato reso disponibile in anteprima in streaming mondiale il 24 febbraio 2013 ed è stato pubblicato su iTunes, poche ore più tardi, nei soli Stati Uniti; è stato, poi, messo in commercio su Amazon MP3 il 26 febbraio. Altri importanti rivenditori hanno iniziato a renderlo disponibile dal 5 marzo 2013. La canzone ha ricevuto recensioni positive da parte della critica contemporanea che ha lodato la produzione del brano, così come l'estensione vocale maturata della Lovato, che è stata paragonata a quella di Kelly Clarkson. Il video conta più di 510 milioni di visualizzazioni.

## Pubblicazione
Il trailer della canzone è stato diffuso il 12 febbraio 2013. Originariamente impostata per debuttare sul programma radiofonico di Ryan Seacrest il 4 marzo 2013, è stata invece rilasciata in anticipo, il 24 febbraio, e distribuita come download digitale il giorno seguente. Per quanto riguarda il video musicale, esso è stato girato a marzo in Los Angeles e pubblicato ufficialmente sul canale Vevo della cantante il 9 aprile 2013. Essendo stato visualizzato per oltre 400 milioni di volte, ha ottenuto la Vevo Certified.
Il 24 marzo 2023 è stata pubblicata su YouTube una versione rock della canzone, reinterpretata dalla cantante stessa.

## Accoglienza
Il brano è stato ben accolto dalla critica musicale contemporanea. Sam Lansky da Idolator lo ha descritto come «una buona traccia elettropop con alcuni impressionanti lamenti alla Kelly Clarkson, la strumentazione del coro ispirata a tamburi e bassi e un loop di chitarra accattivante». Ray Rahman di Entertainment Weekly ha scritto: «la canzone è molto potente, con ritmi martellanti, un pianto serio, e alcune scelte liriche interessanti». Maggie Malach di AOL Music ha dato una recensione positiva, affermando «l'ultimo album di Demi ha avuto una forte influenza R&B, ma questa canzone indica che lei sta andando verso un suono molto più dance». Billboard ha scritto che il sequel di Give Your Heart a Break ritorna al tema cardiologico e «rappresenta una dimostrazione della sua maturazione estensione vocale». Robert Copsey di Digital Spy ha considerato la canzone «un raro caso di manuale pop che lascia un'impressione durevole» recensendo il brano con un punteggio di quattro stelle su cinque.

## Tracce
Download digitale
1. Heart Attack – 3:31 (Mitch Allan, Sean Douglas, Jason Evigan, Demi Lovato, Nikki Williams)

## Successo commerciale

### Stati Uniti e Canada
Heart Attack  ha debuttato al dodicesimo posto nella Billboard Hot 100 con una vendita pari a oltre 215 000 copie ed è risultato essere la più alta nuova entrata della settimana. La settimana successiva, il brano ha perso dieci posizioni ed ha venduto 107 000 copie. Dopo alcune settimane, il singolo è riuscito a raggiungere i primi dieci posti ed è arrivato ad occupare, come massima posizione, la 10ª (110 000 copie). È diventato così il terzo singolo della cantante a raggiungere i primi dieci posti nella medesima classifica (dopo This Is Me, nel 2008, e Skyscraper, nel 2011). Alcuni mesi dopo, Heart Attack ha ricevuto la certificazione di doppio disco di platino dalla Recording Industry Association of America.
Il brano è entrato nella Billboard Canadian Hot 100 all'11ª posizione, divenendo il "debutto più alto" della settimana. Dopo alcune settimane, il singolo è riuscito a raggiungere i primi dieci posti ed è arrivato ad occupare, come massima posizione, la 7ª. È diventato così il primo singolo della cantante a raggiungere i primi dieci posti nella medesima classifica.

### Europa
Nel Regno Unito, Heart Attack ha debuttato alla 3ª posizione nella Official Singles Chart. È diventato così il primo singolo della cantante a raggiungere i primi dieci posti nella medesima classifica. Anche nella Irish Singles Chart, il brano ha debuttato al 3º posto. In Italia la canzone è entrata nella Top 100 Singoli FIMI, raggiungendo la posizione #87.

## Classifiche
| Classifica (2013) | Posizione raggiunta |
| ----------------- | ------------------- |
| Australia         | 41                  |
| Belgio (Fiandre)  | 27                  |
| Belgio (Vallonia) | 63                  |
| Canada            | 7                   |
| Danimarca         | 25                  |
| Francia           | 69                  |
| Irlanda           | 3                   |
| Norvegia          | 15                  |
| Nuova Zelanda     | 9                   |
| Paesi Bassi       | 36                  |
| Regno Unito       | 3                   |
| Repubblica Ceca   | 44                  |
| Slovacchia        | 40                  |
| Spagna            | 34                  |
| Stati Uniti       | 10                  |
| Svezia            | 52                  |
| Svizzera          | 73                  |

### Classifiche di fine anno
| Classifica (2013) | Posizione raggiunta |
| ----------------- | ------------------- |
| Canada            | 38                  |
| Regno Unito       | 73                  |
| Stati Uniti       | 50                  |

## Heart Attack (Rock Version)
Nel gennaio 2022, Lovato ha tenuto un "funerale" per la sua musica pop prima dell'uscita del suo ottavo album in studio Holy Fvck nell'agosto dello stesso anno. L'album, caratterizzato da sonorità più rock e pesanti rispetto alle precedenti pubblicazioni, è stato promosso dall'Holy Fvck Tour, la cui  scaletta includeva diverse versioni rock delle sue vecchie canzoni pop, tra cui Heart Attack.
Il 20 marzo 2023 l'artista ha rivelato l'intenzione di pubblicare una versione rock di Heart Attack al fine di celebrare i dieci anni dalla sua uscita. La distribuzione è avvenuta quattro giorni più tardi.